# Mongolia en los Juegos Olímpicos de Moscú 1980
Mongolia estuvo representada en los Juegos Olímpicos de Moscú 1980 por un total de 43 deportistas, 39 hombres y 4 mujeres, que compitieron en 8 deportes.
El portador de la bandera en la ceremonia de apertura fue el luchador Zeveguiin Düvchin.

## Medallistas
El equipo olímpico mongol obtuvo las siguientes medallas:
| Nombre                 | Deporte     | Competición |
| ---------------------- | ----------- | ----------- |
| Oro                    |             |             |
| —                      |             |             |
| Plata                  |             |             |
| Jamtsyn Davaajav       | Lucha libre | 74 kg M     |
| Tsendiin Damdin        | Yudo        | –65 kg M    |
| Bronce                 |             |             |
| Jamtsyn Davaajav       | Lucha libre | 57 kg M     |
| Ravdanguiin Davaadalai | Yudo        | –71 kg M    |